# Alfa Indi
Alfa Indi (α Ind / HD 196171 / HR 7869) es la estrella más brillante en la constelación de Indus, el indio, con magnitud aparente +3,11.
Es conocida por los nombres de Persian («La Persa»), título otorgado por los misioneros jesuitas, y Pe Sze (（波斯）), este último en el marco de la astronomía china.
De acuerdo a la nueva reducción de los datos de paralaje de Hipparcos, se encuentra a 98 años luz de distancia del sistema solar.
Alfa Indi es una gigante naranja de tipo espectral K0III-IV con una temperatura superficial de 4860 K. Su radio es 11 veces más grande que el radio solar y su luminosidad equivale a 62 veces la del Sol.
Con una masa de 2,1 masas solares, en su interior tiene lugar la fusión nuclear de helio en carbono y oxígeno.
La composición química de Alfa Indi muestra ciertas peculiaridades.
Anteriormente clasificada como «estrella muy rica en metales», medidas más recientes le asignan una metalicidad inferior a la solar ([Fe/H] = -0,13).
Otros metales como titanio, níquel, vanadio y bario muestran igual tendencia y únicamente el magnesio parece ser más abundante que en el Sol.
Alfa Indi puede tener dos tenues compañeras estelares de magnitud 12 y 13,5 respectivamente, posiblemente enanas rojas. Prácticamente en posiciones opuestas respecto a la estrella principal, se hallarían separadas más de 2000 UA de esta, por lo que emplearían un mínimo de 50.000 años en completar una órbita.